# Stade Olympique de Sousse
Das Stade Olympique de Sousse (deutsch Olympiastadion von Sousse, arabisch الملعب الأولمبي بسوسة, DMG al-malʿab al-ūlimbī bi-Sūsa) ist ein Multifunktionsstadion in Sousse in Tunesien. Es wurde im Jahr 1973 eröffnet und hat eine Zuschauerkapazität von 50.000 Plätzen.
Im Stadion tragen die tunesischen Fußballvereine Étoile Sportive du Sahel und Stade Soussien ihre Heimspiele aus.
Zunächst hatte das Stadion eine Kapazität von 15.000 Plätzen. Im Vorfeld der Fußball-Afrikameisterschaft 1994 erfolgte eine Erweiterung um 6.000 Plätze auf insgesamt 21.000 Plätze. Die letzte Renovierung des Stadions fand im Jahr 1999 statt, wobei die Kapazität nochmals auf aktuell 25.000 Plätze erhöht wurde. Zwischen 2019 und 2022 wurde das Stadion ausgebaut und modernisiert. Es bietet nun Platz für 40.000 Zuschauer.
1977 fanden im Rahmen der Junioren-Fußballweltmeisterschaft insgesamt 6 Vorrundenspiele der Gruppe C im Stadion statt. Zudem war das Stade Olympique des Sousse zweimal Spielort bei einer Fußball-Afrikameisterschaft. 1994 wurden hier 6 Vorrundenspiele und zwei Viertelfinals ausgetragen, 2004 fanden im Stadion 4 Vorrundenspiele und ein Halbfinale statt.